# District de Laigle
Le district de Laigle est une ancienne division territoriale française du département de l'Orne de 1790 à 1795.
Il était composé des cantons de Laigle, Gacé, Glos, le Merlerault, Moulins et le Sap.

## Galerie

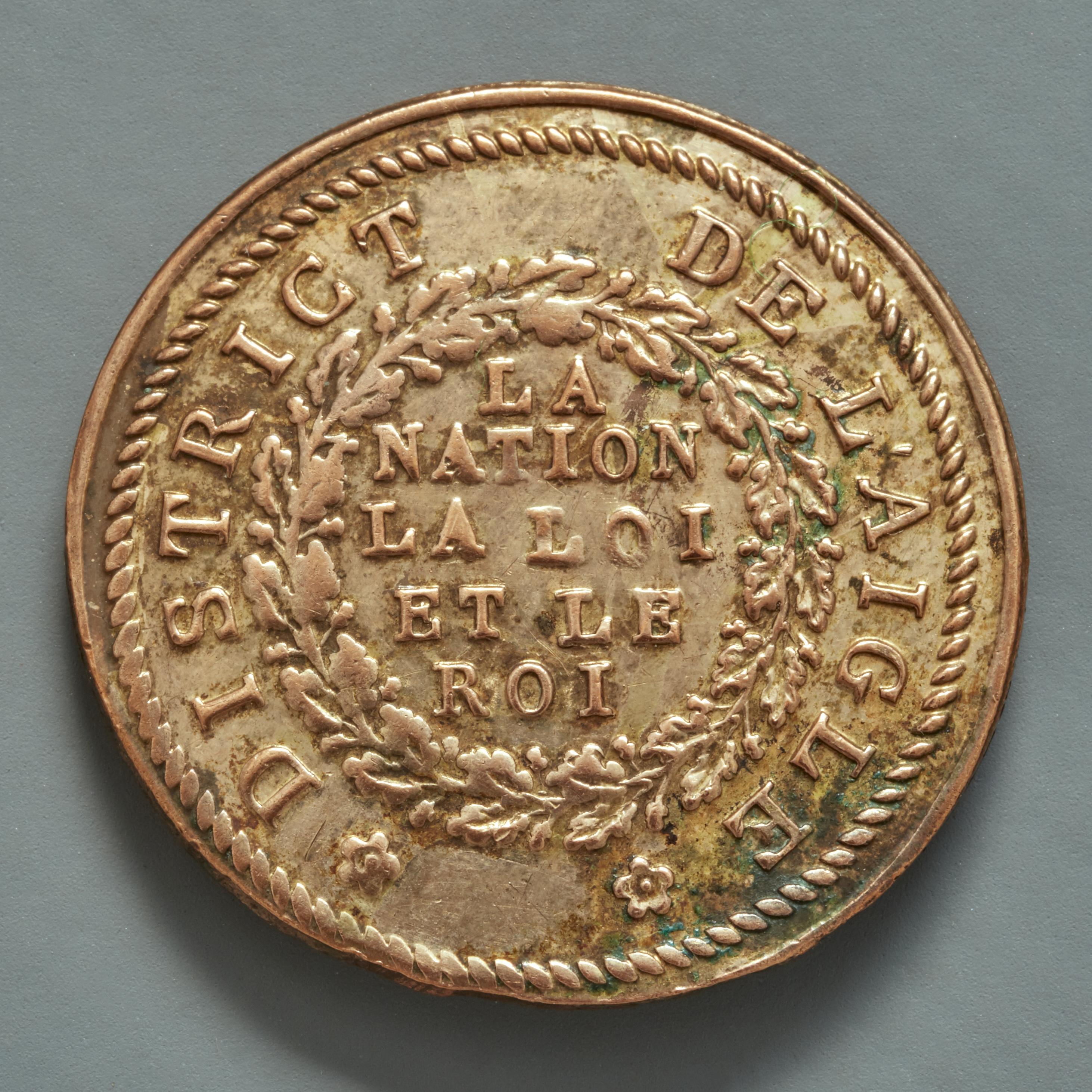
Bouton (musée Carnavalet) :  DISTRICT DE L’AIGLE